# Bulbul cul-roig
El bulbul cul-roig (Pycnonotus cafer) és una espècie d'ocell de la família dels picnonòtids (Pycnonotidae). Habita selves, boscos, garrigues i ciutats a l'est del Pakistan, l'Índia, Sri Lanka, Myanmar i sud-oest de la Xina. El seu estat de conservació es considera de risc mínim.